# 苏米娅·斯瓦米纳坦
苏米娅·斯瓦米纳坦（Soumya Swaminathan，1959年5月2日—），印度兒科医师，临床科学家，以结核病研究闻名。她自2019年3月担任世界卫生组织首席科学家。她在2017年10月至2019年3月间担任了世界卫生组织项目副主管。
苏米娅生于印度金奈，其父M·S·斯瓦米纳坦被称为“印度绿色革命之父”，其母是教育家米娜·斯瓦米纳坦。她的父母共有三个女儿。